# Мастема: Відплата
«Мастема: Відплата» (фр. Mastemah) — франко-бельгійський фільм жахів, трилер 2022 року, знятий режисером Дідьє Д. Даарвіном (фр. Didier D. Daarwin), також співавтором сценарію. Світова прем'єра відбулася на FrightFest 2022. Фільм вийшов 29 червня 2022 року, гасло — «Пекло має ім'я» (фр. L'enfer a un nom).
Сценарій Даарвіна, Йоханни Рігуло (фр. Johanne Rigoulot) і Тьєррі Афлалу (фр. Thierry Aflalou) написаний на основі єврейських переказів про караючого ангела Мастема. За сюжетом, психіатр Луїза, важко переносить самогубство пацієнта, вчинене після сеансу гіпнозу, тому переїжджає до сільської місцини, намагаючись почати життя з чистого аркуша, але поява нового дивного пацієнта та смерті людей навколо Луїзи перекреслюють всі сподівання.

## Акторський склад
| Актор           | Роль         |
| --------------- | ------------ |
| Каміль Разат    | Луїза        |
| Олів'є Бартелем | Тео          |
| Феодор Аткін    | Пере Сільвен |
| Бруно Дебран    | Бруно        |
| Ділан Робер     | Еліас        |

## Виробництво
Фільм знятий компаніями Comic Strip Production, La Company та Alba Films.

## Реліз
Прем'єра у Франції відбулася 29 червня 2022 року, світова — на лондонському FrightFest 29 серпня 2022 року. 19 жовтня 2022 фільм вийшов на стрімінгових платформах, а 9 листопада — на DVD та Blu-Ray.

## Касові збори
У світовому прокаті фільм зібрав касу в $42 958.

## Сприйняття
Критики відмічають гарну гру виконавців головних ролей, Каміль Разат та Олів'є Бартелема, та вдале створення атмосфери і вибір локацій зйомок, але звертають увагу на затягнутість сюжету. Це пояснюється попереднім досвідом режисера як автора музичних кліпів, фахівця у створенні вражаючої картинки, але без навичок повнометражного кіно. За словами кінокритика Hollywood News Кет Г'юз, це «прекрасний фільм, зіпсований нездатністю точно зрозуміти, що він хоче сказати, „Мастема: Відплата“ чудово демонструє технічні таланти Даарвіна, але все ще підкреслює сфери, які потрібно вдосконалити».